# Masdevallia scitula
Masdevallia scitula là một loài thực vật có hoa trong họ Lan. Loài này được Königer mô tả khoa học đầu tiên năm 1981.